# Ранчітос-Іст (Техас)
Ранчітос-Іст (англ. Ranchitos East) — переписна місцевість (CDP) в США, в окрузі Вебб штату Техас. Населення — 189 осіб (2020).

## Географія
Ранчітос-Іст розташований за координатами 27°29′24″ пн. ш. 99°22′0″ зх. д. / 27.49000° пн. ш. 99.36667° зх. д. (27.490087, -99.366803).  За даними Бюро перепису населення США в 2010 році переписна місцевість мала площу 0,16 км², уся площа — суходіл.

## Демографія
Згідно з переписом 2010 року, у переписній місцевості мешкало 212 осіб у 48 домогосподарствах у складі 42 родин. Густота населення становила 1349 осіб/км².  Було 59 помешкань (375/км²).
Расовий склад населення:
| - 100,0 % — білих |

До двох чи більше рас належало 0,0 %. Частка іспаномовних становила 100,0 % від усіх жителів.
За віковим діапазоном населення розподілялося таким чином: 40,6 % — особи молодші 18 років, 57,5 % — особи у віці 18—64 років, 1,9 % — особи у віці 65 років та старші. Медіана віку мешканця становила 22,3 року. На 100 осіб жіночої статі у переписній місцевості припадало 103,8 чоловіків;  на 100 жінок у віці від 18 років та старших — 90,9 чоловіків також старших 18 років.
Середній дохід на одне домашнє господарство  становив 18 957 доларів США (медіана — 15 966), а середній дохід на одну сім'ю — 17 062 долари (медіана — 15 966). 
Цивільне працевлаштоване населення становило 142 особи. Основні галузі зайнятості: будівництво — 40,8 %, освіта, охорона здоров'я та соціальна допомога — 28,9 %, науковці, спеціалісти, менеджери — 12,7 %, виробництво — 7,7 %.